# ブルー・ライト・ティル・ドーン
『ブルー・ライト・ティル・ドーン』（Blue Light 'til Dawn）は、アメリカ合衆国の歌手、カサンドラ・ウィルソンが1993年に発表したスタジオ・アルバム。ブルーノート・レコード移籍第1弾アルバムとしてリリースされた。

## 背景
収録曲のうち2曲はブルース・ミュージシャン、ロバート・ジョンソンのカヴァーで、更にロック界のジョニ・ミッチェルやヴァン・モリソン、R&B界のスタイリスティックスやアン・ピーブルスといったアーティストの曲もカヴァーされている。当初はサザン・ソウル作品集として制作する案もあったが、プロデューサーのクレイグ・ストリートの案により、ウィルソンのフォークやブルースからの影響を深く掘り下げた作風となって、スティール・ギターやパーカッションといった楽器が重視された。
ウィルソンのオリジナル曲のうち「レッドボーン」は既発曲のリメイクで、1992年リリースのアルバム『アフター・ザ・ビギニング・アゲイン』に1991年の録音が収録されている。

## 反響・評価
アメリカでは『ビルボード』のジャズ・アルバム・チャートで1位を獲得した。また、ドイツでは3週にわたって総合アルバム・チャート入りを果たし、最高95位を記録した。
ロン・ウィンはオールミュージックにおいて満点の5点を付け「カサンドラ・ウィルソンは断固として、決まりきったスタイルに分類・限定されることを拒んできた。高い期待をもって迎えられた彼女のブルーノート・デビュー作でも、彼女は再びあらゆる立ち位置におり、新たな論争を巻き起こすかもしれない」と評している。
イギリスのジャズ専門誌『ジャズワイズ』が2006年に選出した「世界に衝撃を与えたジャズ・アルバム100」では94位にランク・インした。また、音楽評論家のマーティン・ゲイフォードは2009年、「ジャズ・レコーディングのベスト100」の一つとして本作を挙げている。

## 収録曲
特記なき楽曲はカサンドラ・ウィルソン作。
1. ユー・ドント・ノウ・ホワット・ラヴ・イズ - "You Don't Know What Love Is" (Gene de Paul, Don Raye) - 6:05
2. カム・オン・イン・マイ・キッチン - "Come on in My Kitchen" (Robert johnson) - 4:53
3. テル・ミー・ユール・ウェイト・フォー・ミー - "Tell Me You'll Wait for Me" (Charles Brown, Oscar Moore) - 4:48
4. チルドレン・オブ・ザ・ナイト - "Children of the Night" (Thom Bell, Linda Creed) - 5:19
5. ヘルバウンド・オン・マイ・トレイル - "Hellhound on My Trail" (R. Johnson) - 4:34
6. 黒いカラス - "Black Crow" (Joni Mitchell) - 4:38
7. サンコファ - "Sankofa" - 2:02
8. エストレラス - "Estrellas" (Cyro Baptista) - 1:59
9. レッドボーン - "Redbone" - 5:36
10. トゥペロウ・ハニー - "Tupelo Honey" (Van Morrison) - 5:36
11. ブルー・ライト・ティル・ドーン - "Blue Light 'til Dawn" - 5:09
12. アイ・キャント・スタンド・ザ・レイン - "I Can't Stand the Rain" (Don Bryant, Bernard Miller, Ann Peebles) - 5:27

### 2013年日本盤SHM-CDボーナス・トラック
1. ユー・ドント・ノウ・ホワット・ラヴ・イズ（シングル・ヴァージョン） - "You Don't Know What Love Is" (G. de Paul, D. Raye)

## 参加ミュージシャン
- カサンドラ・ウィルソン - ボーカル
- ブランドン・ロス - ギター(on 1. 2. 4. 5. 10.)
- ギブ・ワートン - ペダル・スティール(on 8. 9. 11.)
- クリス・ホイットニー - ナショナル・レゾフォニック・ギター(on 12.)
- ケニー・デイヴィス - ベース(on 2. 3. 11.)
- ロニー・プラキシコ - ベース(on 10.)
- ランス・カーター - ドラムス(on 2.)、パーカッション(on 4.)、スネアドラム(on 10.)
- ビル・マクレラン - パーカッション(on 6.)、ドラムス(on 11.)
- ケヴィン・ジョンソン - スネアドラム(on 3.)、パーカッション(on 4. 6. 10.)
- ヴィンクス - パーカッション(on 4. 6.)、ボイス(on 4.)
- ジェフ・ヘインズ - パーカッション(on 6. 8. 9. 11.)
- シロ・バプティスタ - パーカッション(on 6. 8. 9. 11.)
- チャーリー・バーナム - ヴァイオリン(on 1. 10. 11.)、マンドセロ(on 10.)
- トニー・セドラス - アコーディオン(on 2.)
- オル・ダラ - コルネット(on 5.)
- ドン・バイロン - クラリネット(on 6.)